# 母亲大地
《母亲大地》（法語：Alma Parens）是法国画家威廉·阿道夫·布格罗创作于1883年的一幅油画。史泰龙曾拥有该画。现私人收藏。

## 类似作品
- 慈善 (1859年)
- 慈善 (1878年)